# New York Golden Blades
New York Golden Blades byl profesionální americký klub ledního hokeje, který sídlil v New Yorku. V letech 1972–1974 působil v profesionální soutěži World Hockey Association. Golden Blades ve své poslední sezóně v WHA skončily v základní části. Své domácí zápasy odehrával v hale Madison Square Garden s kapacitou 18 006 diváků. Klubové barvy byly oranžová a modrá.
Zanikl v roce 1974 po přestěhování frančízy z New Yorku do San Diega.

## Historické názvy
Zdroj: 
- 1972 – New York Raiders
- 1973 – New York Golden Blades
- 1974 – Jersey Knights

## Umístění v jednotlivých sezonách
Stručný přehled
Zdroj: 
- 1972–1974: World Hockey Association (Východní divize)

Jednotlivé ročníky
Zdroj: 
Legenda: Z - zápasy, V - výhry, VP - výhry v prodloužení, R - remízy, P - porážky, PP - porážky v prodloužení, VG - vstřelené góly, OG - obdržené góly, +/- - rozdíl skóre, B - body, KPW - Konference Prince z Walesu, CK - Campbellova konference, ZK - Západní konference, VK - Východní konference, fialové podbarvení - reorganizace, změna skupiny či soutěže
| USA / Kanada (1972 – 1974) |                       |        |    |    |    |   |    |    |     |     |     |    |        |          |
| Sezóny                     | Liga                  | Úroveň | Z  | V  | VP | R | PP | P  | VG  | OG  | +/- | B  | Pozice | Play-off |
| 1972/73                    | WHA (Východní divize) | –      | 78 | 33 | –  | 2 | –  | 43 | 303 | 334 | -30 | 68 | 6.     | –        |
| 1973/74                    | WHA (Východní divize) | –      | 78 | 32 | –  | 4 | –  | 42 | 268 | 313 | -45 | 68 | 6.     | –        |